# Yoshida
Yoshida (jap. 吉田町 Yoshida-chō) – miasto w Japonii, na wyspie Honsiu, w prefekturze Shizuoka. Według danych na rok 2020 miejscowość zamieszkiwało 28 919 mieszkańców , a gęstość zaludnienia wyniosła 1395 os./km².